# Sokul
Sokul, Sokol (ukr. Сокіл) – wieś w rejonie łuckim obwodu wołyńskiego Ukrainy. Do 2020 w rejonie rożyszczeńskim.

## Historia
Według Słownika geograficznego Królestwa Polskiego z 1890 Sokul to miasteczko na Styrem, powiat łucki, o 35 wiorst od Łucka, stacja pocztowa Kołki (o 29 wiorst), ma 98 domów, 777 mieszkańców, dwie cerkwie, kościół parafialny katolicki, dom modlitwy żydowski, dwa sklepy, 17 rzemieślników, dwa nieznaczne jarmarki (15 sierpnia i 1 października). Kościół katolicki pw. Wniebowzięcia N.M.P., z drzewa wzniesiony w 1748 przez ks. Wierzbickiego. Parafia kat. (od 1623 r.) do dekanatu łuckiego, ma 460 wiernych; kaplica w Nawozie. Podług przywileju przechowanego w miasteczku, Sokul otrzymał prawa miejskie od Zygmunta Augusta w 1564 r. Własność niegdyś ks. Zbaraskich, dalej Sokulskich, stanowiących boczną linię ks. Czetwertyńskich; w 1612 r. należy do Marka kniazia Sokulskiego, potem przechodzi do Stefana kniazia Sokulskiego, wreszcie drogą wiana za Aleksandrą Sokulską przechodzi do Krzysztofa Bożeniec Jełowieckiego, podstolego wołkowyskiego. W 1714 r. jest własnością Dymitra Jełowieckiego, wojskiego nowogródzkiego, dalej Konstantego Jełowieckiego, stolnika pińskiego, w 1803 r. Ignacego Jełowieckiego, sukcesyjnie przeszło do Stępkowskich. Do Sokula należał Nawóz, który w 1871 r. był własnością Michała, Krzysztofa, Dymitra i Jana braci Jełowieckich.

## Zabytki
- zamek[1]